# Sally Hawkins
Pour les articles homonymes, voir Hawkins.
Sally Hawkins [ˈsæli ˈhɔkɪns] est une actrice britannique, née le 27 avril 1976 à Dulwich, dans le Grand Londres.
Elle accède à la consécration pour son rôle de la fantasque institutrice Poppy dans la comédie Be Happy (2008) qui lui a valu de nombreuses récompenses dont le Golden Globe de la meilleure actrice dans une comédie ou film musical, ainsi que l'Ours d'argent de la meilleure actrice lors de la Berlinale 2008.
Elle enchaîne avec des rôles variés comme dans We Want Sex Equality en 2010, Blue Jasmine en 2013 et La Forme de l'eau en 2017.
Ces deux derniers films lui ont d'ailleurs valu une nomination chacun à l'Oscar de la meilleure actrice dans un second rôle pour le premier et à l'Oscar de la meilleure actrice pour le second.

## Biographie

### Enfance et formation
Sally Cecilia Hawkins, est la fille de Jacqui et Colin Hawkins, auteurs de livres pour enfants très connus en Angleterre. Durant son enfance elle a dû faire face à sa dyslexie. Après ses études secondaires à la James Allen's Girls' School de Dulwich (Grand Londres), Sally Hawkins entre à la Royal Academy of Dramatic Arts (RADA) d'où elle sort diplômée en 1998.

#### Débuts au théâtre
Sally Hawkins commence sa carrière au théâtre dès 1998 dans le répertoire classique. Elle joue dans plusieurs œuvres de Shakespeare (Romeo and Juliet, Much Ado about Nothing, A Midsummer Night's Dream), puis dans The Way of the World (2003), de William Congreve, Country Music, de Simon Stephens (2004), ainsi que dans la production du Royal National Theatre de La Maison de Bernarda Alba (2005), de Federico García Lorca, adaptée par David Hare et où elle interprète Adela.

#### Débuts au cinéma
Sally Hawkins fait ses débuts au cinéma dans un court métrage, Mirror, Mirror de Wendy Griffin et par une apparition dans Star Wars: Épisode I - La menace fantôme. Puis, Mike Leigh la dirige dans le drame All or Nothing en 2002, aux côtés de Timothy Spall, puis en 2004 dans un rôle secondaire du drame Vera Drake. Elle donne également la réplique à Daniel Craig et Tom Hardy en 2004 dans le thriller Layer Cake réalisé par Matthew Vaughn.

#### Débuts à la télévision
Concrétisant sa passion pour la comédie et pour l’écriture (c’est également une passionnée de littérature), elle apparaît, de 2003 à 2005, dans 3 épisodes de la série humoristique Little Britain, produite par la BBC, et participe à l’écriture de la série Concrete Cow pour BBC Radio 4 en 2002 et 2003.
C'est surtout par le biais de la télévision que Sally Hawkins se bâtit une solide popularité au Royaume-Uni. Elle y enchaîne les téléfilms et, en 2002, tient le second rôle remarqué de Zena Blake dans Tipping the Velvet, une mini-série de la BBC qui adapte le roman sulfureux de Sarah Waters, traduit en France sous le titre Caresser le velours. En 2005, elle est saluée, ainsi que sa partenaire, l'actrice Elaine Cassidy (Maud Lilly), pour son interprétation de Sue Trinder dans l'adaptation (toujours par la BBC) d'un autre roman de Sarah Waters, Du bout des doigts (Fingersmith), nommée au BAFTA en 2006. Elle y incarne une jeune pickpocket orpheline, qui vit avec sa famille adoptive de petits vols et larcins en tous genres dans les bas-fonds du Londres du XIXe siècle ; à la veille de sa majorité, Sue Trinder se voit proposer par un certain Richard Rivers d'escroquer une autre jeune (mais riche) orpheline, Maud Lilly, qui vit dans un manoir de la campagne anglaise avec son oncle collectionneur de livres anciens d'un genre tout particulier. Sally Hawkins retrouve pour ce téléfilm Imelda Staunton, déjà à ses côtés dans Vera Drake.

### La confirmation
Après un passage sur scène dans The Winterling, une nouvelle création de Simon Stephens produite sur la scène du Royal Court Theatre, Sally Hawkins est saluée par la critique pour sa composition dans le téléfilm Persuasion, d'après le roman éponyme de Jane Austen : elle y incarne le personnage principal, Anne Elliot, jeune aristocrate de 27 ans qui, s'étant laissée convaincre par sa famille de rompre en 1806 ses fiançailles à l'âge de 19 ans avec un jeune lieutenant de la Royal Navy, Frederic Wentworth, roturier sans fortune, voit celui-ci réapparaître dans sa vie à la fin de la guerre, ayant gagné fortune et galons. Son interprétation d'Anne, qui est une héroïne particulière dans la bibliographie austenienne, lui vaut la Nymphe d'Or de la meilleure actrice au Festival de télévision de Monte-Carlo.
Après avoir joué pour Woody Allen dans Le Rêve de Cassandre (Cassandra's Dream) aux côtés d'Ewan McGregor et de Colin Farrell, Sally Hawkins accède finalement à la reconnaissance internationale grâce à sa troisième collaboration avec Mike Leigh dans la comédie Be Happy (Happy-Go-Lucky). Elle y incarne le rôle de Poppy, institutrice déjantée et fantasque, optimiste à outrance, et qui entend affronter toutes les situations de façon toujours positive, au grand dam de son entourage.

### Les premiers prix
L'authenticité et la fraîcheur de son jeu lui apportent nombre de récompenses : l'Ours d'argent de la meilleure actrice au Festival de Berlin, le Golden Globe de la meilleure actrice dans une comédie ou film musical, le prix de la meilleure révélation féminine au Festival de Hollywood, ainsi que les prix de la meilleure actrice de la part des critiques de Boston, San Francisco, New York et Los Angeles, pour n'en citer que quelques-uns. Contre toute attente, elle n'est nommée ni aux Oscars ni aux Baftas 2009.
Elle fait ses débuts à Broadway en 2010, en interprétant le rôle de Vivie Warren dans Mrs. Warren's Profession (La Profession de Madame Warren) de George Bernard Shaw.

### Le succès
En 2013, Woody Allen fait de nouveau appel à elle pour incarner dans Blue Jasmine Ginger, la jeune sœur souffre-douleur de Jasmine, jouée par Cate Blanchett. Ce rôle lui vaut d'être nommée à la fois pour le Golden Globe de la meilleure actrice dans un second rôle et pour l'Oscar de la meilleure actrice dans un second rôle.
Sally Hawkins interprète le rôle de Madame Brown dans le film pour enfant Paddington en 2014. Elle reprend ce rôle pour la suite en 2017. La même année sort le film La Forme de l'eau de Guillermo del Toro, où elle interprète le rôle d'Elisa une femme de ménage muette travaillant dans un laboratoire secret pendant la guerre froide, se liant avec un humanoïde amphibien. Ce rôle lui vaut une avalanche de prix et de nominations, mais bien qu'ayant été sélectionnée, elle n'obtient ni Oscar, ni Golden Globe, ni BAFTA.

## Théâtre
- 1998 : Accidental Death of an Anarchist, par Dario Fo, au Battersea Arts Centre de Londres
- 1998 : Roméo et Juliette, par William Shakespeare, au York Theatre Royal, de York
- 1999 : Le Dybbouk, par Shloyme Zanvl Rappoport (pseudonyme Shalom Ansky), au Battersea Arts Centre de Londres
- 1999 : La Cerisaie, par Anton Chekhov, au York Theatre Royal, de York
- 1999 : Le Brave Soldat Švejk par Jaroslav Hašek, adaptation théâtrale au Gate Theater de Londres
- 2000 : Le Songe d'une nuit d'été, par William Shakespeare, à l'Open Air Theatre de Londres
- 2000 : Beaucoup de bruit pour rien, par William Shakespeare, à l'Open Air Theatre de Londres
- 2004 : Country Music, par Simon Stephens, au Royal Court Theatre de Londres
- 2005 : La Maison de Bernarda Alba, par Federico García Lorca, au Royal National Theatre de Londres[20]
- 2006 : The Winterling, par Jez Butterworth, au Royal Court Theatre de Londres[21],[22]
- 2010 : Mrs. Warren's Profession[23] (La Profession de Madame Warren) de George Bernard Shaw[24], monté à l'American Airlines Theatre – Roundabout Theatre Company de New York
- 2012 : Constellations, par Nick Payne (en), au Royal Court Theatre de Londres, puis au Duke of York's Theatre (en) de Londres[25],[26]

## Filmographie

### Cinéma
- 2002 : Post de Phil Traill : la fille à Lampost
- 2002 : All or Nothing de Mike Leigh : Samantha
- 2004 : Vera Drake de Mike Leigh : Susan
- 2004 : Layer Cake de Matthew Vaughn : Slasher
- 2006 : Hollow China (court métrage) de Matt Platts-Mills : Terri
- 2006 : Le Voile des illusions (The Painted Veil) de John Curran : Mary
- 2007 : W Delta Z de Tom Shankland : Elly Carpenter
- 2007 : Le Rêve de Cassandre (Cassandra's Dream) de Woody Allen : Kate
- 2008 : Be Happy (Happy-Go-Lucky) de Mike Leigh : Poppy
- 2009 : Fleur du désert (Desert Flower) de Sherry Hormann : Marylin
- 2009 : Une éducation (An Education) de Lone Scherfig : la femme de David
- 2009 : Happy Ever Afters de Stephen Burke : Maura
- 2010 : Auprès de moi toujours (Never Let Me Go) de Mark Romanek : Miss Lucy
- 2010 : We Want Sex Equality de Nigel Cole : Rita O'Grady
- 2010 : Submarine de Richard Ayoade : Jill
- 2011 : Love Birds de Paul Murphy : Holly
- 2011 : Jane Eyre de Cary Fukunaga : Madame Reed
- 2012 : De grandes espérances (Great Expectations) de Mike Newell : Madame Joe
- 2013 : Blue Jasmine de Woody Allen : Ginger, la soeur de Jasmine
- 2013 : The Phone Call (court-métrage) de Mat Kirkby : Heather
- 2014 : Godzilla de Gareth Edwards : Dr Vivienne Graham
- 2014 : Le Monde de Nathan (X+Y) de Morgan Matthews : Julie
- 2014 : Paddington de Paul King : Marie Brown
- 2016 : Maudie d'Aisling Walsh[27] : Maud Lewis[28]
- 2017 : Paddington 2 de Paul King : Marie Brown
- 2017 : La Forme de l'eau (The Shape of Water) de Guillermo del Toro : Elisa
- 2019 : Godzilla 2 : Roi des monstres (Godzilla : King of the Monsters) de Michael Dougherty : Dr Vivienne Graham
- 2021 : Un garçon nommé Noël (A Boy Called Christmas) de Gil Kenan : mère Vodol
- 2021 : Spencer de Pablo Larraín : Maggie
- 2022 : The Lost King de Stephen Frears : Philippa Langley
- 2023 : Wonka de Paul King : la mère de Willy
- 2025 : Substitution - Bring Her Back de Michael et Danny Philippou : Laura

### Télévision
- 1999 : Casualty : Emma Lister (Série télévisée - épisode 14, saison 14)
- 2000 : Doctors : Sarah Carne (Série télévisée - épisode 26, saison 2)
- 2002 : Tipping the Velvet : Zena Blake (mini-série)
- 2003 : Byron : Mary Shelley (Téléfilm)
- 2003 : Promoted to Glory : Lisa (Téléfilm)
- 2003 : The Young Visiters : Rosalind (Téléfilm)
- 2004 : Bunk Bed Boys : Helen (Téléfilm)
- 2005 : Du bout des doigts (Fingersmith) : Sue Trinder (mini-série)
- 2005 : Twenty Thousand Streets Under the Sky : Ella (Téléfilm)
- 2003 - 2005 : Little Britain  (Série télévisée - 4 épisodes)
- 2006 : Shiny Shiny Bright New Hole in My Heart : Nathalie (Téléfilm)
- 2006 : HG Wells: War with the World : Rebecca West (Téléfilm)
- 2006 : Man to Man with Dean Learner (Série télévisée - épisode 6, saison 1)
- 2007 : The Everglades (téléfilm)
- 2007 : Persuasion : Anne Elliot (téléfilm)
- 2014 : How and Why : Yvonne Hesselman (téléfilm)
- 2016 : La Guerre des Roses / The Wars of the Roses, adaptation de William Shakespeare pour la BBC 2[29]

## Radio
- 2002 : Concrete Cow (en), pour la BBC Radio 4[30]
- 2004 : Think the Unthinkable (en), pour la BBC Radio 4
- 2004 : The Cency Family par Lu Kemp (en), pour la BBC Radio 4
- 2005 - 2007 : Ed Reardon's Week, pour la BBC Radio 4[31]
- 2005 : Cash Cows, pour la BBC Radio 4
- 2005 : War with the Newts, adaptation du roman de Karel Čapek, La Guerre des salamandres, pour la BBC Radio 4.
- 2005 : The Party Line (radio) (en), par Steve Punt et Hugh Dennis, pour la BBC Radio 4
- 2005 : Afternoon romancers, par Nick McCarthy, pour la BBC Radio 4
- 2006 : Salome, pour la BBC Radio 3
- 2007 : Cut to the Heart, par Kirsty Williams (drama) (en), pour la BBC Radio 4
- 2010 : Greed All About It, pour la BBC Radio 4
- 2011 : Revolution, pour la BBC Radio 4
- 2015 : Book at Bedtime : The Girl on the Train, pour la BBC Radio 4

## Distinctions

### Récompenses
- 2007 : Lauréate de la Golden Nymph, catégorie « Meilleure performance féminine » au Festival de télévision de Monte-Carlo avec le téléfilm Persuasion
- 2008 : Lauréate du RTS Television Award catégorie « Meilleure actrice » au Royal Television Society avec le téléfilm Persuasion
- 2008 : Lauréate de l'EDA Female Focus Award, catégorie : « Meilleure performance », décerné par l'Alliance of Women Film Journalists pour Be Happy
- 2008 : Lauréate de l'EDA Award, catégorie : « Meilleure actrice », décerné par l'Alliance of Women Film Journalists pour Be Happy
- 2008 : Lauréate de l'Ours d'argent de la meilleure actrice au festival international du film de Berlin pour le film Be Happy
- 2008 : Lauréate du BSFC Award, catégorie « Meilleure actrice » décerné par la Boston Society of Film Critics pour le film Be Happy
- 2008 : Lauréate du Hollywood Breakthrough Award, catégorie « Meilleure actrice de l'année », dans le cadre des Hollywood Film Awards pour le film Be Happy[32]
- 2008 : Lauréate du LAFCA Award, catégorie « Meilleure actrice », décerné par la Los Angeles Film Critics Association, pour Be Happy
- 2008 : Lauréate du Spotlight Award, décerné par le jury du Mill Valley Film Festival, pour Be Happy
- 2008 : Lauréate du NYFCC Award, catégorie « Meilleure actrice », décerné par le New York Film Critics Circle, pour Be Happy
- 2008 : Lauréate du NYFCO Award, catégories « Meilleure actrice » et « Révélation de l'année », décerné par le New York Film Critics Online, pour Be Happy
- 2008 : Lauréate du OFCC Award, catégorie « Meilleure actrice », décerné par l'Oklahoma Film Critics Circle, pour Be Happy
- 2008 : Lauréate du SFFCC Award, catégorie « Meilleure actrice », décerné par le San Francisco Film Critics Circle, pour Be Happy
- 2008 : Lauréate du Satellite Awards, catégorie « Meilleure actrice dans un film musical ou une comédie », décerné par l'International Press Academy, pour Be Happy
- 2008 : Lauréate du Village Voice Film Poll Award, catégorie « Meilleure actrice », décerné par le The Village Voice, pour Be Happy
- 2008 : Lauréate du WFCC Award, catégorie « Meilleure actrice de comédie », décerné par le Women Film Critics Circle, pour Be Happy
- 2009 : Lauréate du Golden Globe de la meilleure actrice dans un film musical ou une comédie, catégorie comédie ou film musical pour Be Happy
- 2009 : Lauréate du NSFC Award, catégorie « Meilleure actrice », décerné par la National Society of Film Critics, pour Be Happy
- 2009 : Lauréate de l'International Online Cinema Awards, catégorie « Meilleure actrice », pour Be Happy
- 2009 : Lauréate du Peter Sellers Award for Comedy, décerné par l'Evening Standard dans le cadre des Evening Standard British Film Awards, pour Be Happy
- 2009 : Lauréate du Virtuoso Award, décerné par le jury du Festival international du film de Santa Barbara, pour Be Happy
- 2014 : Lauréate de l'Empire Awards, catégorie Meilleure actrice dans un second rôle pour Blue Jasmine
- 2017 : Lauréate du DFWFCA Award, catégorie « Meilleure actrice » décerné par la Dallas-Fort Worth Film Critics Association pour La Forme de l'eau
- 2017 : Lauréate de l'AFCC Award, catégorie « Meilleure actrice » décerné par l'Atlanta Film Critics Circle (pt) pour La Forme de l'eau
- 2017 : Lauréate du BSFC Award, catégorie « Meilleure actrice » décerné par la Boston Society of Film Critics pour La Forme de l'eau
- 2017 : Lauréate de l'HFCS Award, catégorie « Meilleure actrice », décerné par la Houston Film Critics Society pour La Forme de l'eau[33]
- 2017 : Lauréate du KCFCC Awards, catégorie « Meilleure actrice » décerné par le Kansas City Film Critics Circle pour La Forme de l'eau[34]
- 2017 : Lauréate de l'IFCS Award, catégorie « Meilleure actrice », décerné par l'Internet Film Critic Society pour La Forme de l'eau
- 2017 : Lauréate du LAFCA Award, catégorie « Meilleure actrice » décerné par la Los Angeles Film Critics Association, pour La Forme de l'eau
- 2017 : Lauréate du LAOFCS Award, catégorie « Meilleure actrice » décerné par la Los Angeles Online Film Critics Society (en), pour La Forme de l'eau
- 2017 : Lauréate du NFCS Award, catégorie « Meilleure actrice » décerné par la Nevada Film Critics Society, pour La Forme de l'eau
- 2017 : Lauréate de l'OFCC Award, catégorie « Meilleure actrice », décerné par l'Oklahoma Film Critics Circle[35], pour La Forme de l'eau
- 2017 : Lauréate de l'OFCS Award, catégorie « Meilleure actrice », décerné par l'Online Film Critics Society, pour La Forme de l'eau
- 2017 : Lauréate du PFCC Award, catégorie « Meilleure actrice », décerné par le Philadelphia Film Critics Circle, pour La Forme de l'eau
- 2017 : Lauréate du PCC Award, catégorie « Meilleure actrice », décerné par le Phoenix Critics Circle, pour La Forme de l'eau
- 2017 : Lauréate du SDFCS Award, catégorie « Meilleure actrice », décerné par la San Diego Film Critics Society, pour Maudie
- 2017 : Lauréate du Satellite Awards, catégorie « Meilleure actrice dans un film musical ou une comédie », décerné par l'International Press Academy, pour La Forme de l'eau[36]
- 2017 : Lauréate du SEFCA Award, catégorie « Meilleure actrice », décerné par la Southeastern Film Critics Association Awards, pour La Forme de l'eau
- 2017 : Lauréate de l'UFCA Award, catégorie « Meilleure actrice », décerné par l'Utah Film Critics Association, pour La Forme de l'eau
- 2018 : Lauréate de l'EDA Special Mention , catégorie « Meilleure performance », décerné par l'Alliance of Women Film Journalists pour La Forme de l'eau
- 2018 : Lauréate du Canadian Screen Award, catégorie « Interprétation féminine dans un premier rôle » décerné par l'Académie canadienne du cinéma et de la télévision pour Maudie[37]
- 2018 : Lauréate du COFCA Award, catégorie « Meilleure actrice » décerné par la Central Ohio Film Critics Association pour La Forme de l'eau
- 2018 : Lauréate du COFCA Award, catégorie « Acteur(e) de l'année » décerné par la Central Ohio Film Critics Association pour La Forme de l'eau et Maudie
- 2018 : Lauréate du Chlotrudis Awards, catégorie « Meilleure actrice » décerné par la Chlotrudis Society for Independent Film, pour La Forme de l'eau
- 2018 : Lauréate du Dorian Awards, catégorie « Meilleure performance de l'année » décerné par la Gay and Lesbian Entertainment Critics Association (GALECA) pour La Forme de l'eau[38]
- 2018 : Lauréate de l'ALFS Award, catégorie « Meilleure actrice britannique et irlandaise de l'année », délivré par le London Film Critics Circle, pour La Forme de l'eau, Maudie, Paddington 2
- 2018 : Lauréate du NSFC Award, catégorie « Meilleure actrice », décerné par la National Society of Film Critics, pour La Forme de l'eau, Maudie
- 2018 : Lauréate du NCFCA Award, catégorie « Meilleure actrice », décerné par la North Carolina Film Critics Association, pour La Forme de l'eau
- 2018 : Lauréate du Chairman's Vanguard Award, décerné par le jury du Festival international du film de Palm Springs, pour La Forme de l'eau

### Nominations
- Golden Globes 2014 : Golden Globe de la meilleure actrice dans un second rôle pour Blue Jasmine
- Oscars 2014 : Oscar de la meilleure actrice dans un second rôle pour Blue Jasmine
- Golden Globes 2018 : Golden Globe de la meilleure actrice dans un film dramatique pour La Forme de l'eau
- BAFTA 2018 : BAFTA de la meilleure actrice dans La Forme de l'eau
- Oscars 2018 : Oscar de la meilleure actrice pour La Forme de l'eau

## Voix francophones
En France, Danièle Douet est la voix la plus régulière de Sally Hawkins. Notons que l’actrice tient un rôle muet dans La Forme de l'eau.
En France
| - Danièle Douet dans : - We Want Sex Equality - Submarine - Auprès de moi toujours - Godzilla - Godzilla 2 : Roi des monstres - Véronique Desmadryl dans : - Paddington - Paddington 2 - Wonka - Nathalie Bienaimé dans : - Le Rêve de Cassandre - Le Monde de Nathan - Anneliese Fromont dans : - Be Happy - Mammifères (en) (série télévisée) | Et aussi - Marion Valantine dans All or Nothing - Stéphanie Hédin dans Vera Drake - Carole Gioan dans Une éducation - Odile Cohen dans Jane Eyre - Véronique Alycia dans Blue Jasmine - Agathe Cemin dans Un garçon nommé Noël - Éléonore Meeus dans The Lost King - Élisabeth Ventura dans Le Royaume de Kensuké (voix) |